# Jens Seipenbusch

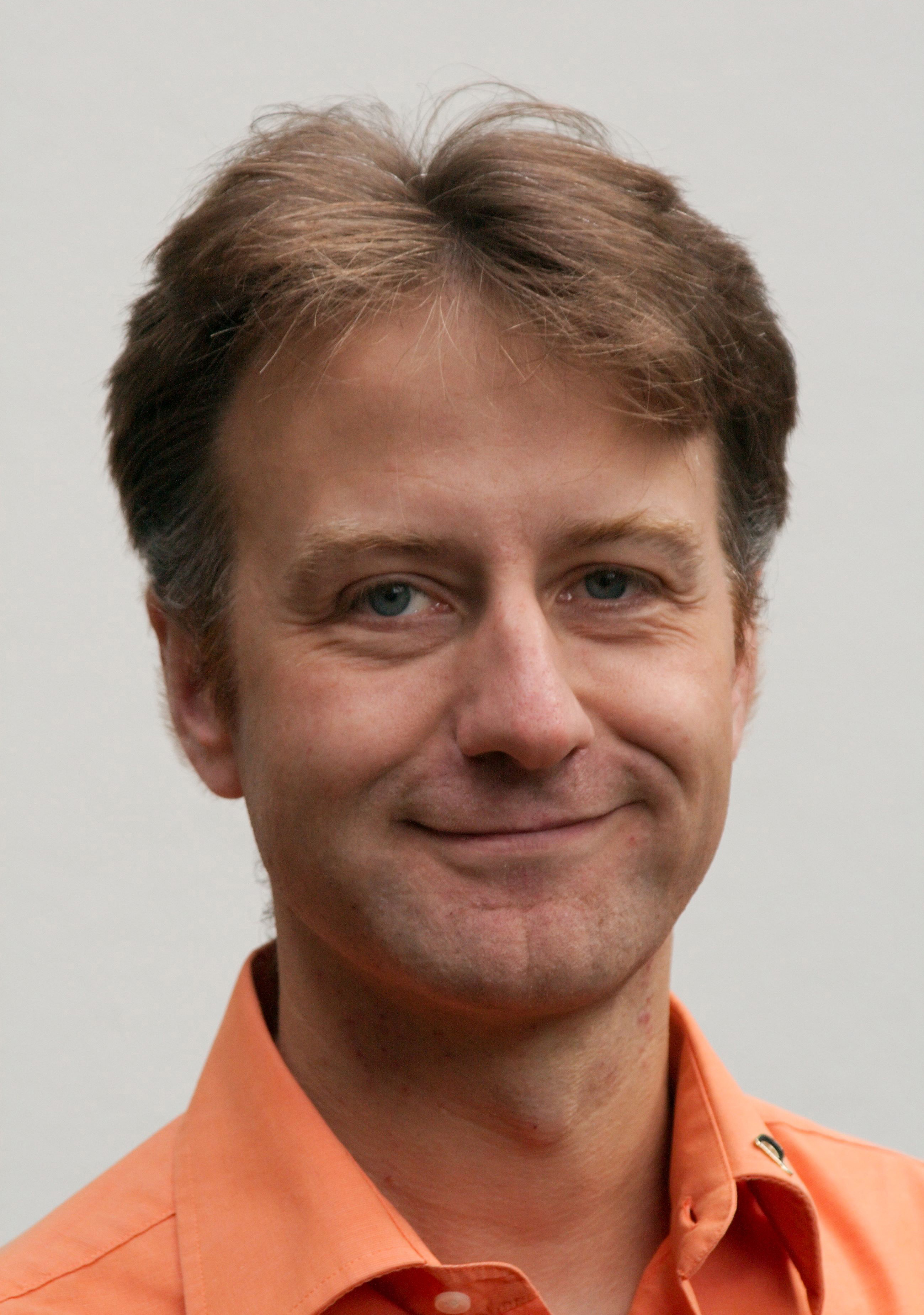
Jens Seipenbusch (2009)

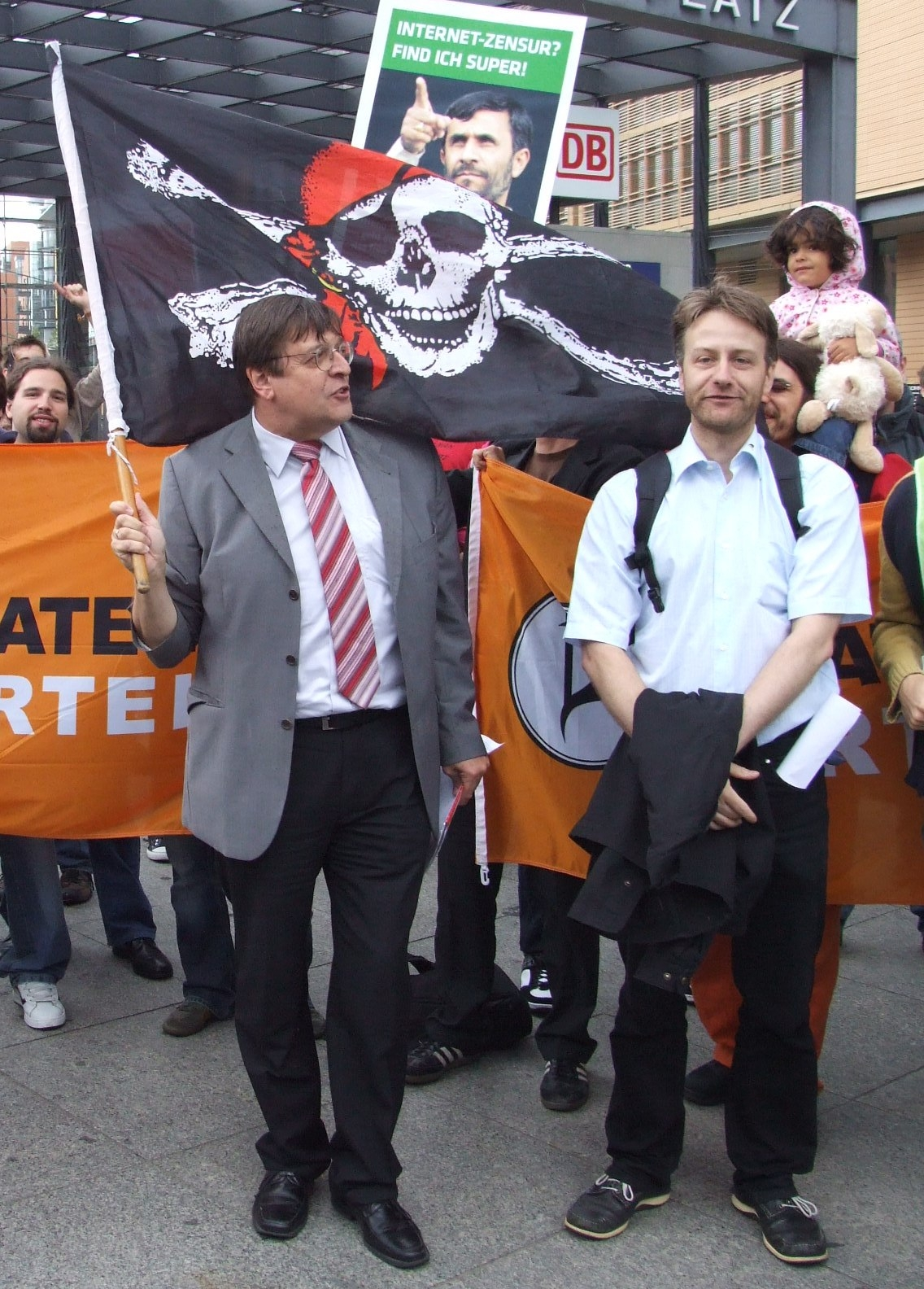
Seipenbusch 2009 bei einer Demonstration mit Jörg Tauss.

Jens Seipenbusch (* 6. August 1968 in Wuppertal) ist ehemaliger Bundesvorsitzender der Piratenpartei Deutschland.

## Leben
Seipenbusch studierte Physik an der Universität Bochum und an der Universität Münster. Seit 2021 ist er Leiter der Informationsverarbeitungs-Versorgungseinheit (IVV) der Rechtswissenschaftlichen Fakultät der Universität Münster. Er ist in der Fakultät Mitglied der EDV-Kommission und des IT-Sicherheitsteams der Universität.
Seipenbusch arbeitete am Grundsatzparteiprogramm der Piratenpartei mit und war von September 2006 bis Mai 2007 Stellvertretender Vorsitzender, danach war er von Mai 2007 bis Mai 2008 Vorsitzender und bis Juli 2009 erneut Stellvertretender Vorsitzender der Partei. Auf dem Bundesparteitag am 4. Juli 2009 in Hamburg wurde Seipenbusch mit 56 Prozent der Stimmen erneut zum Bundesvorsitzenden gewählt. Beim Bundesparteitag 2010 in Bingen am Rhein wurde er mit 52,6 Prozent in seinem Amt bestätigt. Beim Parteitag 2011 trat er nicht mehr an. Als sein Nachfolger wurde Sebastian Nerz gewählt.
Anfang 2012 gründeten Jens Seipenbusch und sein früherer Stellvertreter Andreas Popp die „Gruppe 42“, einen losen Zusammenschluss 42 Gleichgesinnter außerhalb der Partei. Die Gruppe will den Kernthemen Netz, Urheberrecht und Datenschutz wieder mehr Aufmerksamkeit und Engagement beimessen, welche die Partei nach ihrer Meinung vernachlässige. Außerdem wolle man als Kompetenzzentrum für digitale Themen schnell auf Fragen reagieren können.
Seipenbusch kandidierte auf Platz 4 der Landesliste der Piratenpartei Nordrhein-Westfalen zur Bundestagswahl 2013.
Seipenbusch wohnt in Münster und ist verheiratet.